# سوئیست وی۵
سوئیست وی۵ لینگژی (菱致) یک سدان کامپکت است که توسط خودروساز چینی سوئیست موتور تولید شده‌است.

## بررسی اجمالی
وی۵ در نمایشگاه خودروی پکن ۲۰۰۸ رونمایی شد. نسخه نهایی آن نیز در نمایشگاه خودرو پکن در سال ۲۰۱۲ معرفی و در سپتامبر ۲۰۱۲ عرضه شد.

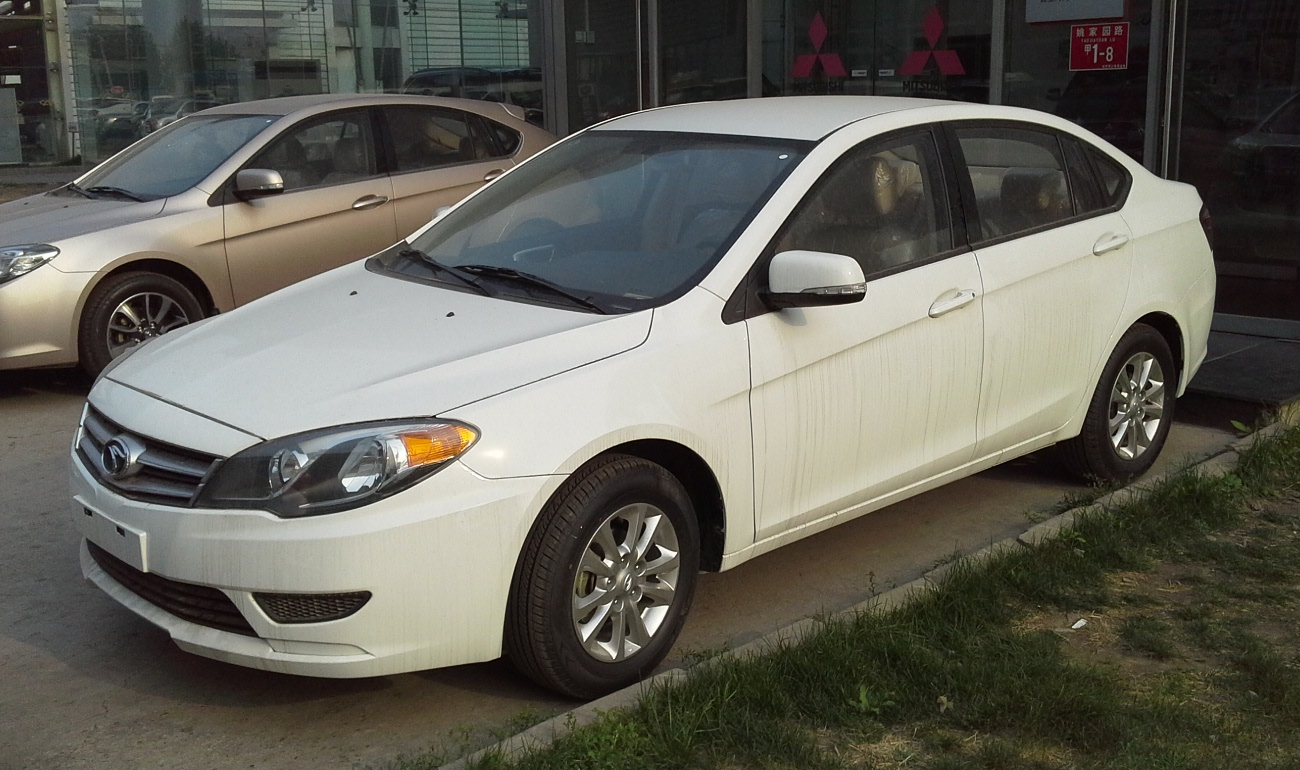
سوئست وی۵ لینگژی (جلو)
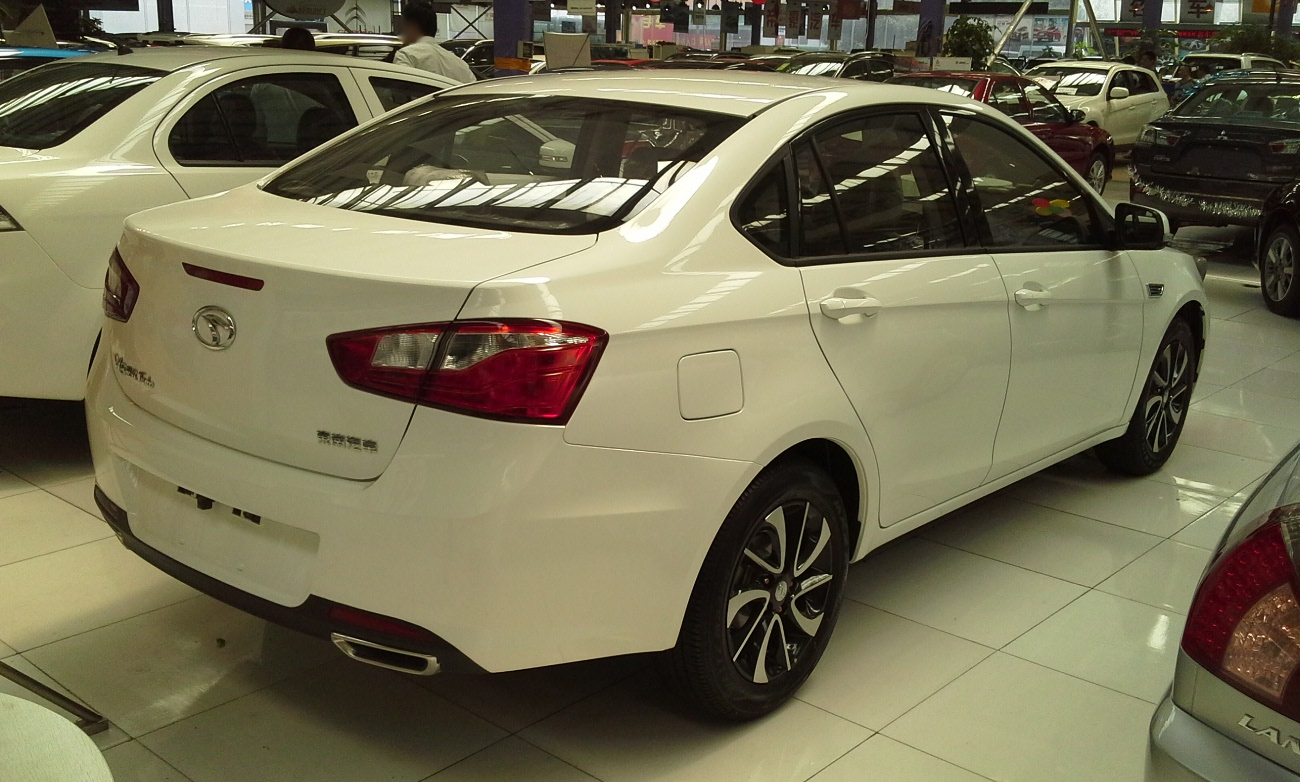
سوئیست وی۵ لینگژی (عقب)

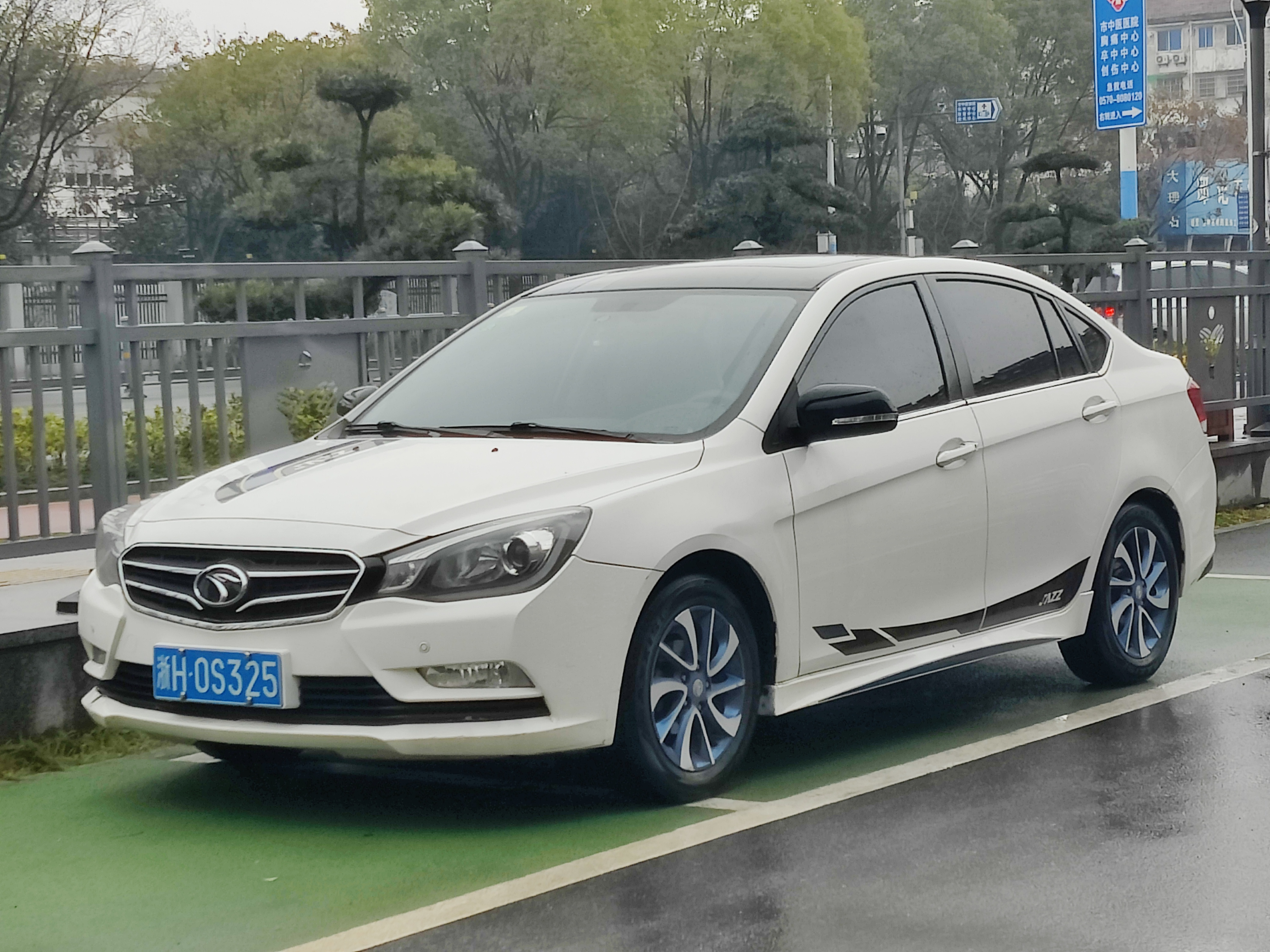
سوئیست وی۵ لینگژی (جلو)
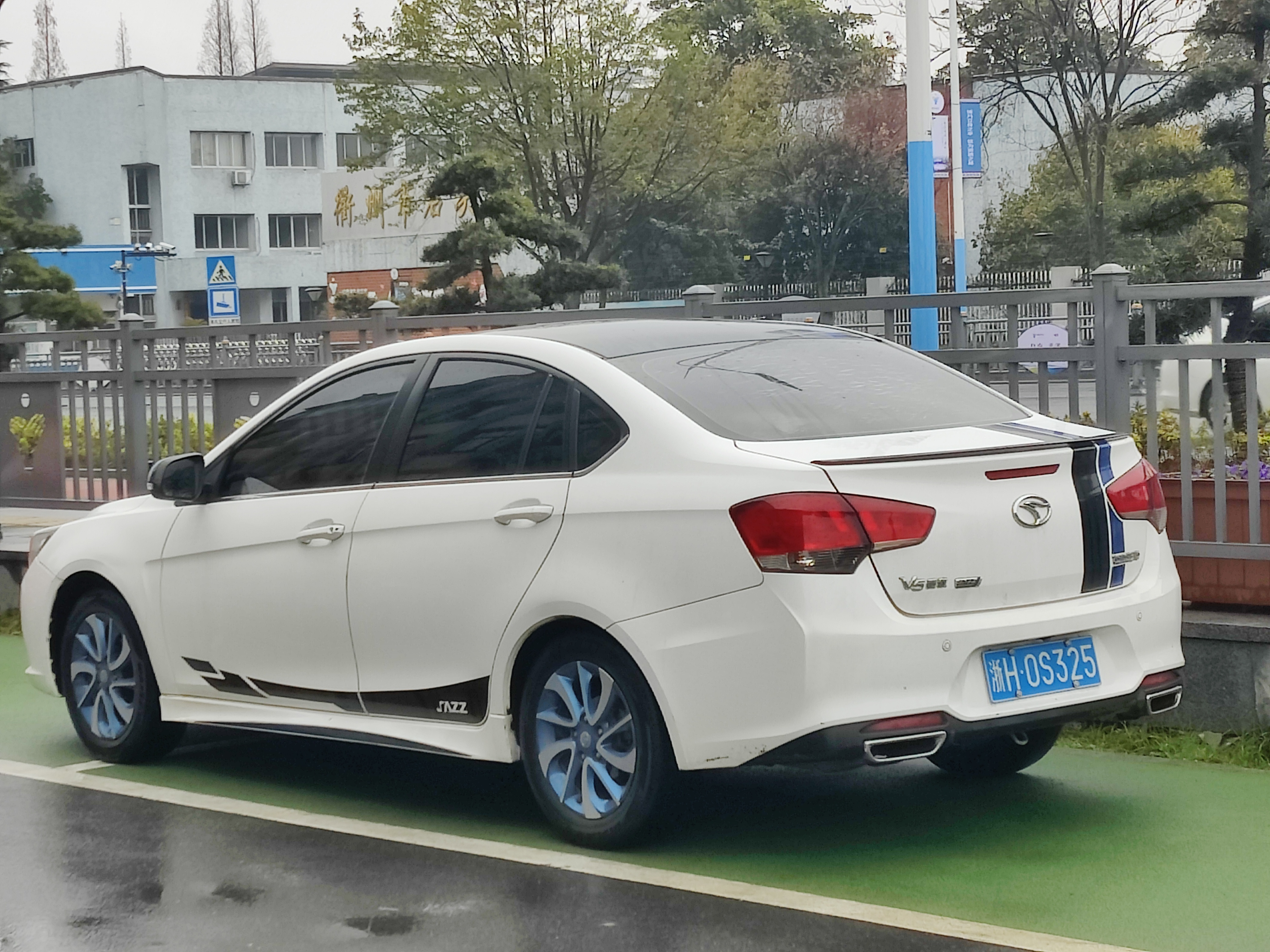
سوئیست وی۵ لینگژی (عقب)
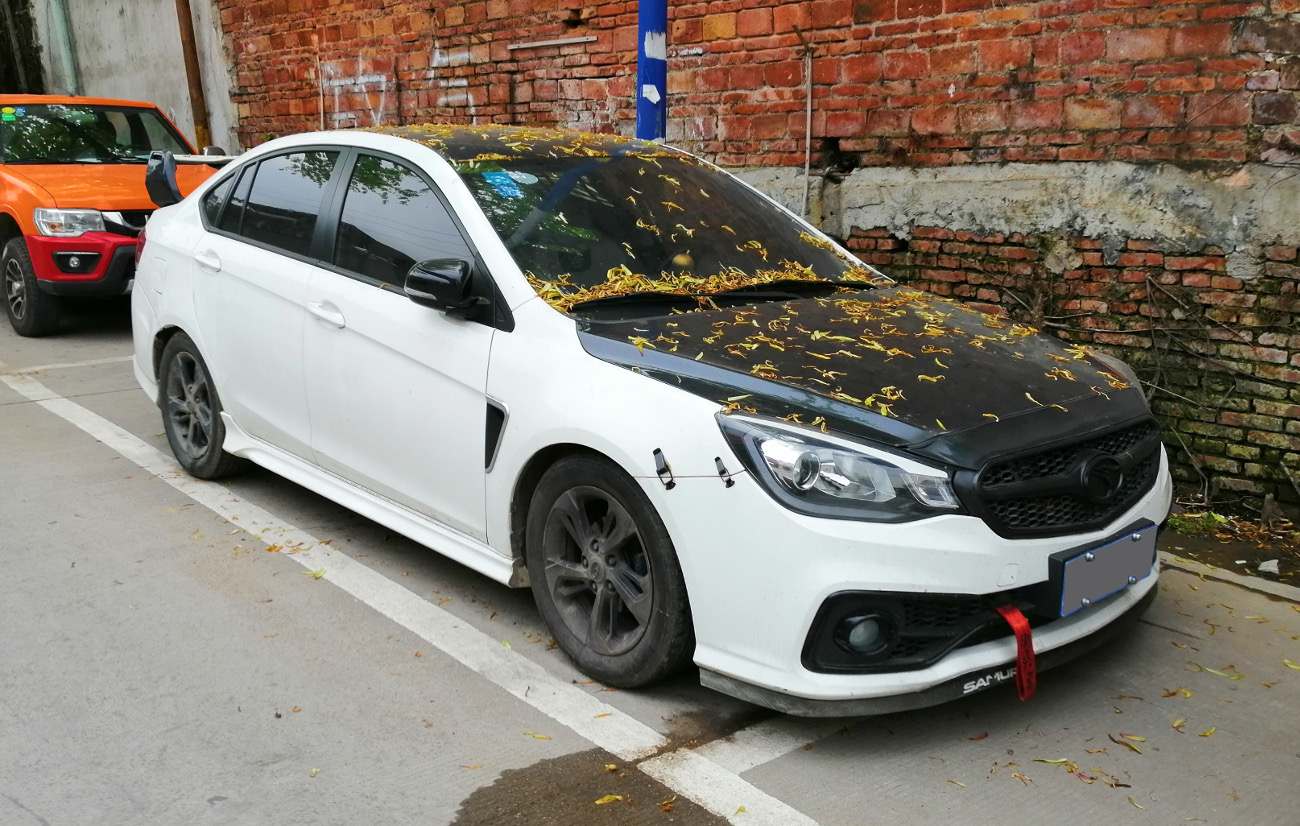
تیونینگ سوئیست وی۵ لینگژی پلاس (جلو)
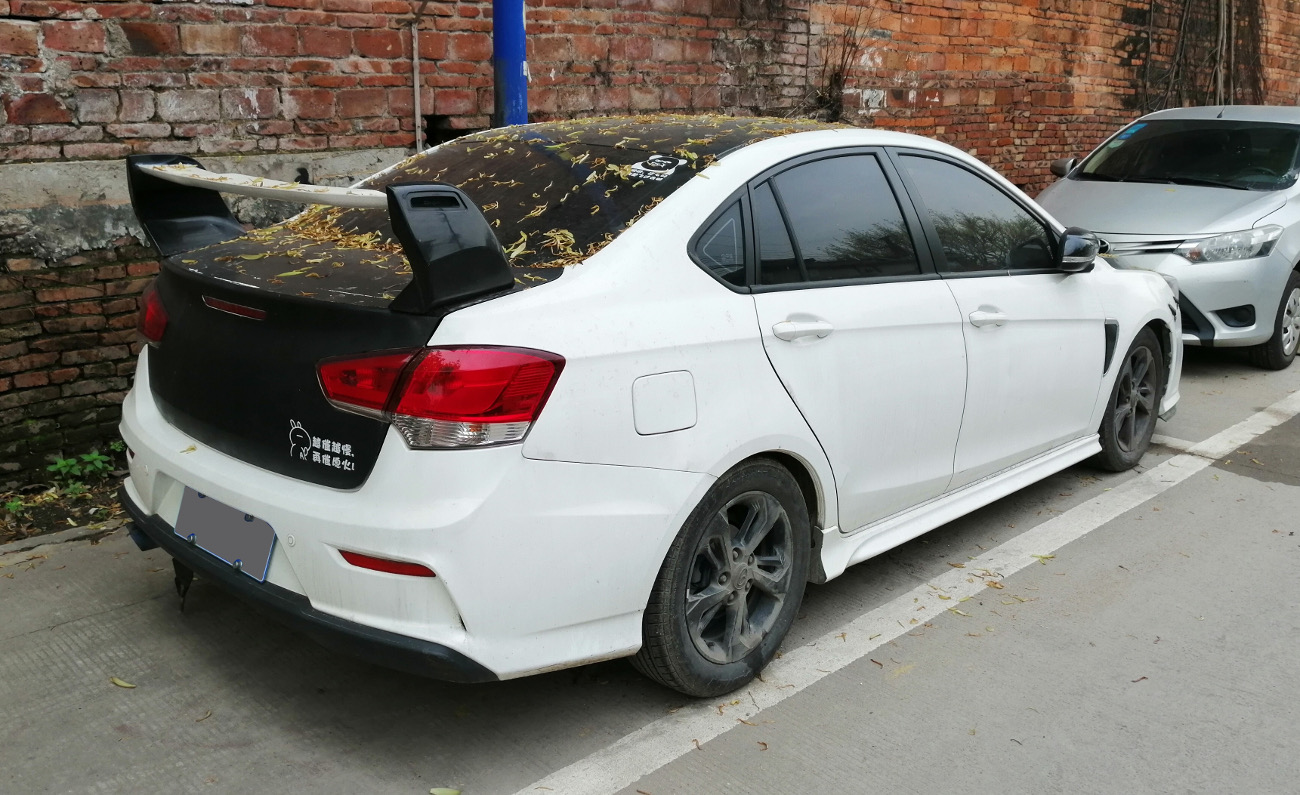
تیونینگ سوئیست وی۵ لینگژی پلاس (عقب)